# Casquette girl
Ein Casquette girl (auch Casket oder Pelican girl), ursprünglich als Fille à la cassette (Mädchen mit einer Kassette)  bekannt, war eine Frau, die aus Frankreich in die französischen Kolonie von Louisiana gebracht wurde, um zu heiraten. Der Name leitet sich von den kleinen Truhen, „casquettes“ genannt, ab, in denen sie ihre Kleidung transportierten.
Frauen, die an Kolonisten geliefert wurden, waren in der Regel unerwünschte Personen, die aus den Straßen oder Gefängnissen von Paris stammten. Ein Casquette girl wurde von karitativen kirchlichen Einrichtungen, in der Regel Waisenhäusern und Klöstern, rekrutiert, und so konnte praktisch garantiert werden, dass sie noch Jungfrau war. Aus diesem Grund wurde es später in Louisiana eine Frage des Stolzes, zu zeigen, dass man von diesen „reinen“ Frauen abstammte. Anderen Berichten zufolge könnte es sich auch um Prostituierte gehandelt haben, Legenden zufolge brachten sie auch Vampire in die Südstaaten.
Die erste Sendung erreichte Mobile, Alabama im Jahre 1704, Biloxi, Mississippi im Jahre 1719 und New Orleans, Louisiana im Jahre 1728. Sie inspirierten Victor Herbert zu seiner Operette Naughty Marietta.